# آجي بيرتيلسن
آجي بيرتيلسن (بالدنماركية: Aage Bertelsen)‏ هو رسام دنماركي، ولد في 28 سبتمبر 1873 في Næstved ‏ في الدنمارك، وتوفي في 9 سبتمبر 1945 في كوبنهاغن في الدنمارك.